# 1878年天津保生粥厂大火
天津粥厂大火，發生於1878年1月6日大清天津南市大悲庵胡同，接濟丁戊奇荒災民的粥厂火災，2,000名婦孺被鎖在門內燒死，另有300至400人逃出。鎖門的原因是由於天津官府恐怕飢民自由出入粥厂會造成治安混亂，所以看門人在大火時把門鎖上。

## 歷史背景

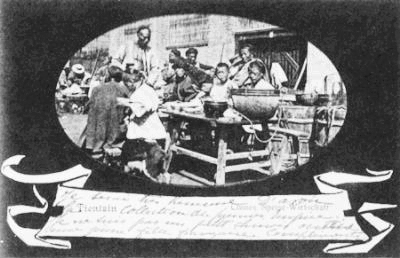
粥厂明信片

天津保生粥厂是清代中國少數的社會救濟機構之一。為了避免社會動盪，每年冬天該機構都會從當地市政府獲得資金，為無家可歸者提供食物和住所。
1878年，中國正經歷乾旱引發的丁戊飢荒，導致中國北方大規模飢荒，造成九百至一千三百萬人死亡。由於乾旱，許多人從北方省份逃往北京和天津。為了因應無家可歸者的湧入，天津市施粥處增至12個，總共為近6萬名飢荒群眾提供了食物。其中保生粥廠專門為婦女提供接濟服務，火災發生時，工廠尚居住著2,000多人。

## 火災及結果
1878年1月6日上午，天津東門附近發生火災，由於大風，火勢很快蔓延到附近的大悲庵，粥廠也隨之遭受波及。當人們吃完飯的時候，西北角濃煙滾滾，大火迅速吞噬了整個地區。超過 2,000 人喪生，有300至400 人獲救。
造成大量死亡人數的原因是粥廠的建造材料為易燃材料（竹子和蘆葦），而且通道狹窄，造成多人難以通過。人們還發現，當受害者試圖逃跑時，看門人鎖上了唯一的出口，將所有人困在裡面，因為按照規定並不允許災民自由出入。
火災撲滅後，總共清點收集到1019具屍體。李鴻章迫於輿論壓力，要求將負責保生粥廠的所有委員會成員撤職，永不錄用。此外，天津所有其他粥廠都被關閉，以避免再次發生事故，所有收容的飢民都被放回街頭，其中許多人死於貧困、疾病、寒冷或飢餓。